# Dicranoptycha winnemana
Dicranoptycha winnemana är en tvåvingeart som beskrevs av Alexander 1916. Dicranoptycha winnemana ingår i släktet Dicranoptycha och familjen småharkrankar. Inga underarter finns listade i Catalogue of Life.